# Ruža Tomašić
Ruža Tomašić (rođ. Budimir; Mladoševica, 10. svibnja 1958.), hrvatska političarka i policajka.

## Životopis
Rođena je 10. svibnja 1958. godine u Mladoševici u okolici Maglaja u Bosni i Hercegovini. S roditeljima, bratom i šest sestara živjela u Velikoj Kopanici. Bavila se rukometom. S 15 godina otišla je u Kanadu, gdje joj je živjela sestra. Tamo je završila policijsku akademiju (Ontario Police College). Ruža Tomašić isticala se među najboljima u svojoj klasi te je 1985. godine postala policajka na motoru. Radila je kao policajka u borbi protiv droge, maloljetničke delikvencije itd. Bila je kaskaderka u dvadesetak epizoda serije Dosjei X te u seriji Millennium.
Udala se u Kanadi za Vladu Tomašića, podrijetlom s Korčule. Prilikom posjeta Franje Tuđmana Vancouveru, bila je u njegovom osiguranju, jer je položila tečaj za zaštitu vladinih dužnosnika. Na Tuđmanov poziv vratila se u Hrvatsku i postala dio predsjedničkog osiguranja u Banskim dvorima. Bila je i u osiguranju Stipe Mesića 1991. godine. Prekinula je rad u osiguranju 1992. godine, jer se razboljela, imala je rak maternice. Vratila se u Kanadu, izliječila se od raka i ostala u Kanadi do 1998. godine. Tada je sa suprugom i djecom došla na Korčulu nakon čega se je počela baviti politikom i postala je članica Hrvatske stranke prava. Godine 2006. imala je moždani udar.
Javno je više puta upozoravala na pojavu raspačavanja droge na Korčuli narkoskupine na čelu s Jakšom Cvitanovićem Cvikom, na temelju čega je došlo do uhićenja i sudskog procesa protiv Cvika, koji je osuđen na 8 godina i 3 mjeseca zatvora.

## Ulazak u politiku

### HSP, HSP AS i HKS
Bila je saborska zastupnica HSP-a od 2003. do 2008. godine te predsjednica Nacionalnog vijeća za praćenje provedbe Nacionalnog programa suzbijanja korupcije, članica Odbora za useljeništvo i Odbora za europske integracije te zamjenica člana Izaslanstva Hrvatskoga sabora u Zajedničkom parlamentarnom odboru RH-EU
Zbog nezadovoljstva oko Anto Đapića i njegovoga načina vođenja Hrvatske stranke prava, 6. rujna 2009. godine, osniva se Hrvatska stranka prava dr. Ante Starčević. Na konvenciji u Iloku kao prva predsjednica stranke izabrana je Ruža Tomašić. Stranka je registrirana 15. listopada 2009. godine.
Na Hrvatskim parlamentarnim izborima 2011. godine Ruža Tomašić na čelu koalicije Hrvatska stranka prava dr. Ante Starčević - HSP dr. Ante Starčević i Hrvatska čista stranka prava - HČSP dobila je 1 mjesto, te je s te liste izabrana za zastupnicu u Hrvatski sabor.
Na izborima za Europski parlament 2013. godine koji su održani sustavom preferencijalnog glasovanja (glasovanje za "otvorenu" listu) izabrana je sa 64.758 glasova što je najbolji rezultat na njenoj listi.
Dana 3. studenoga 2014. godine podnijela je neopozivu ostavku na mjesto predsjednice Hrvatske stranke prava dr. Ante Starčević te je istupila iz stranačkoga članstva.
U siječnju 2015. godine pristupila je Hrvatskoj konzervativnoj stranci. Na prvome Općem saboru Hrvatske konzervativne stranke koji je održan 21. ožujka 2015. godine u Zagrebu izabrana je za predsjednicu stranke.

### Europski parlament

#### Prvi mandat (2013. – 2014.)
Na prvim hrvatskim izborima za Europski parlament 2013. Tomašić je izabrana za zastupnicu u Europski parlament osvojivši gotovo 65.000 glasova na zajedničkoj listi triju stranaka (HDZ - HSP AS - BUZ). Time je bila druga po broju osvojenih glasova sveukupno na izborima, odmah iza Tonina Picule.
Na svojoj prvoj sjednici u Europskom parlamentu, zajedno s Davorom Ivom Stierom pokrenula je raspravu o strategiji ribarstva za Jadransko i Jonsko more te se založila za to da svaka sredozemna država Europske unije proglasi svoj gospodarski pojas. Zalagala se i za zaštitu istarskog pršuta i vina prošek na europskoj razini, jer je Hrvatska kao tada najmlađa članica EU-a bila stavljena u podređeni položaj nemogućnosti zaštite poljoprivrednih proizvoda prije dana pristupanja Uniji. Tom prilikom je i održala kušanje dalmatinskog prošeka i ostalih hrvatskih vina među zastupnicima. Njezinim zalaganjem hrvatski jezik je stekao ravnopravni položaj u Europskom parlamentu, nakon što je oštro prosvjedovala protiv prijedloga kojim se htjela odgoditi puna primjena hrvatskog jezika u Parlamentu.

#### Drugi mandat (2014. – 2018.)
Na hrvatskim izborima za Europski parlament 2014. sa 107.000 osvojenih preferencijskih glasova bila je druga kandidatkinja s najviše osvojenih glasova na izborima.
Već na početku samoga mandata, zajedno s Ivanom Maletić, Marijanom Petir, Dubravkom Šuicom i drugim hrvatskim zastupnicima, uputila je molbu za pomoć u naknadi šteta nastalih tijekom velikih poplava u istočnoj Hrvatskoj u svibnju iste godine. Prva se založila za rješavanje pitanja nestalih i suđenja ratnim zločincima kao uvjete ulaska Srbije u Europsku uniju, zbog čega je dobila podršku većine zastupnika u Parlamentu i znanstvene zajednice u Hrvatskoj, pokrenuvši time ponovno pitanje lustracije u Hrvatskoj, ali i drugim poslijekomunističkim europskim državama. To pitanje ponovo je pokrenula nakon osuđujućih presuda Josipa Perkovića i Zdravka Mustača, bivših djelatnika UDBA-e, odgovornih za ubojstvo hrvatskog emigranta Stjepana Đurekovića.
Početkom 2015. Europski je parlament prihvatio njezina dva amandmana na europsku regulativu o ribarenju u Sredozemlju, nakon što su prethodno dobila veliku podršku matičnog Odbora za ribarstvo Europskog parlamenta. Tom prilikom je ponovo istaknula važnost ZERP-a kao zaštite mora od prekomjernog izlova ribe. U travnju iste godine pokrenula je raspravu na kojoj je istaknula crnogorsko kršenje Protokola o privremenom režimu uz južnu granicu Jadrana iz 2002. Crna gora zloupotrijebila je taj Protokol ribareći unutar hrvatskih teritorijalnih voda. Mjesec dana ranije, kritizirala je talijanskog zastupnika Pier Antonio Panzerija koji je u svojem izvješću o ljudskim pravima i demokraciji u svijetu u 2013. godini izrazio žaljenje zbog ishoda hrvatskog referenduma o ustavnoj definiciji braka, čime je izravno prekršio više zakona, pa i sam Ustav EU-a, prema kojemu se treba poštovati volja birača svake članice. Nakon njezine reakcije, Panzerinijeve izjave osudio je i politički vrh većine država članica, među kojima i Italija, kao i Katolička Crkva, dok tadašnji predsjednik vlade Zoran Milanović nije reagirao, jer je i sam bio protivnik održavanja referenduma.
Nakon oslobađajuće presude Vojislavu Šešelju Međunarodnog suda za ratne zločine na području Jugoslavije u Den Haagu, Tomašić je u razgovoru na BBC-u istaknula kako se radilo o političkoj presudi, pomno osmišljenoj i građenoj godinama. Smiješnim je istaknula i to što Šešelj tijekom suđenja nije skrivao mržnju prema Hrvatima i bosanskim muslimanima kao ni svoje huškanje na rat, zbog čega je više puta dobivao opomene sudaca. Tijekom 2016., Tomašić se istaknula u zaštiti hrvatskog ribarstva. U veljači te godine, Odbor za ribarstvo EP-a većinom je glasova prihvatio izvješće kojim je tražila izmjenu tzv. Mediteranske uredbe iz 2006. i ukidanje zabrane ribolova malim obalnim ribarima.
Nakon terorističkog napada u Parizu u studenome 2016. istaknula je važnost borbe protiv islamskog terorizma, priloživši brojne dokaze povezanosti islamskih terorista s Europskim izbjegličkim valom u kojem je u Europu došlo i više desetaka tisuća simpatizera ISIL-a i drugih islamskih terorističkih organizacija. Svoja stajališta izražavala je i isticala i nakon terorističkih napada u Berlinu i Bruxellesu, nakon čega su njezini istupi pokrenuli rasprave o sigurnosti granica EU-a.

## Nagrade i priznanja
- 2010.: Predsjednik Republike Hrvatske Ivo Josipović odlikovao ju je Redom Stjepana Radića za osobit doprinos u borbi protiv korupcije i organiziranog kriminala.[26]